# NGC 5799
NGC 5799 est une galaxie lenticulaire située dans la constellation de l'Oiseau de paradis. Sa vitesse par rapport au fond diffus cosmologique est de 3 200 ± 43 km/s, ce qui correspond à une distance de Hubble de 47,2 ± 3,4 Mpc (∼154 millions d'al). NGC 5799 a été découverte par l'astronome britannique John Herschel en 1835.
À ce jour, quatre mesures non basées sur le décalage vers le rouge (redshift) donnent une distance de 31,075 ± 4,659 Mpc (∼101 millions d'al), ce qui est nettement à l'entérieur des valeurs de la distance de Hubble. Notons cependant que c'est avec la valeur moyenne des mesures indépendantes, lorsqu'elles existent, que la base de données NASA/IPAC calcule le diamètre d'une galaxie et qu'en conséquence le diamètre de NGC 5799 pourrait être d'environ 20,6 kpc (∼67 200 al) si on utilisait la distance de Hubble pour le calculer.

## Groupe de NGC 5833
Selon A. M. Garcia, NGC 5799 fait partie du groupe de NGC 5833 qui compte au moins quatre galaxies. Les trois autres galaxies du groupe sont NGC 5833, ESO 42-7 et ESO 68-1.